# Momir Ilić
Momir Ilić (srpski: Момир Илић; Aranđelovac, 22. prosinca 1981.) srbijanski je rukometaš i reprezentativac. Visok je 2 metra i igra na poziciji lijevog vanjskog. Na dresu nosi broj 13. Član je reprezentacije koja sudjeluje na Svjetskom prvenstvu 2009. u Hrvatskoj. Prije Gummersbacha igrao je za RK Aranđelovac, RK Kolubara, RK Fidelinka i RK Velenje.

## Vanjske poveznice
- Oni pobjeđuju: Momir Ilić, Al Jazeera Balkans, 3. veljače 2023.